# 홍진기 (배우)
홍진기(1995년 8월 23일 ~ )는 대한민국의 배우이다.

## 학력
- 동아방송예술대학교 공연예술계열 연극전공

## 출연작

### 드라마
- 《폭군의 셰프》 (tvN, 2025년) - 맹만수 역
- 《옥씨부인전》 (JTBC, 2024년) - 끝동이 역
- 《마이데몬》 (SBS, 2023년) - 이한성 역
- 《홍천기》 (SBS, 2021년) - 차영욱 역
- 《무브 투 헤븐: 나는 유품정리사입니다》 (넷플릭스, 2021년) - 김선우 역
- 《언더커버》 (JTBC, 2021년) - 젊은시절 강충모 역
- 《웰컴2라이프》 (MBC, 2019년) - 문지호 역
- 《해치》 (SBS, 2019년) - 군태 역
- 《사의 찬미》 (SBS, 2018년)
- 《열두밤》 (채널A, 2018년) - 어린 차현오 역
- 《그 여자의 바다》 (KBS2, 2017년) - 윤민재 / 강승준 역
- 《추리의 여왕》 (KBS2, 2017년)
- 《파수꾼》 (MBC, 2017년)
- 《사임당, 빛의 일기》 (SBS, 2017년) - 젊은 이조 좌랑 역
- 《미씽나인》 (MBC, 2016년) - 아이돌 연습생 역
- 《KBS 드라마 스페셜 - 아비》 (KBS2, 2015년) - 고등학생 역
- 《아름다운 당신》 (MBC, 2015년) - 대학생 역

### 영화
- 《귀문》 (2021년) - 원재 역
- 《봉오동 전투》 (2019년) - 장하포수 역
- 《롱 리브 더 킹: 목포 영웅》 (2019년) - 중식당 알바생 역

### 광고
- 삼성전자
- 갤럭시s7
- 네이버페이
- 카스